# 6753 Fursenko
6753 Fursenko (1974 RV1) là một tiểu hành tinh vành đai chính được phát hiện ngày 14 tháng 9 năm 1974 bởi N. S. Chernykh ở Đài vật lý thiên văn Crimean.